# Ingolf Dahl
Ingolf Dahl (eigentlich Walter Ingolf Marcus; geboren 9. Juni 1912 in Hamburg; gestorben 7. August 1970 in Frutigen bei Bern) war ein US-amerikanischer Komponist, Dirigent und Pianist mit deutsch-schwedischen Eltern.

## Leben
Ingolf Dahl kam 1912 in Hamburg zur Welt. Seine Eltern waren deutsch-jüdischer und schwedischer Herkunft. Von ihnen hatte er seinen Geburtsnamen Walter Ingolf Marcus, den er erst später in den USA ablegte. Dafür benutzte er seinen zweiten Vornamen sowie den Mädchennamen seiner nicht-jüdischen Mutter Hilda Maria Dahl. Er erhielt bereits als Kind Klavierunterricht, besuchte in Hamburg die Lichtwarkschule.
Von 1930 bis 1932 studierte er an der Musikhochschule in Köln Komposition bei Philipp Jarnach und Hermann Abendroth. Vor dem Hintergrund der politischen Situation im damaligen Deutschland fühlte er sich aufgrund seiner jüdischen Abstammung bedroht, er übersiedelte 1933 in die Schweiz und setzte seine Studien am Konservatorium in Zürich bei Volkmar Andreae und Walter Frey fort. Später studierte er noch bei Nadia Boulanger Komposition in Kalifornien. Beim Orchester des Stadttheaters in Zürich sammelte er unter anderem als Dirigent Orchestererfahrung.
1938 wurde er als Angehöriger des Deutschen Reichs ausgebürgert. Im gleichen Jahr ließ er sich in Los Angeles in den Vereinigten Staaten von Amerika nieder. Ab dann entwickelten sich seine musikalischen Aktivitäten immens, sowohl als Komponist für Rundfunk und Film, als auch seine Tätigkeiten als Dirigent, Klavier-Solist und Dozent.
1943 erhielt er die US-amerikanische Staatsbürgerschaft.
1945 wurde er Mitglied des Lehrkörpers der University of Southern California in Los Angeles und blieb es bis zu seinem Tod. Er war dort tätig für die Bereiche Dirigieren, Komposition und Musikgeschichte. Neben zahlreichen Anderen zählten der Dirigent Michael Tilson Thomas und der Komponist Fred Myrow zu seinen Schülern.
Ferner war er für die Middlebury Composer's Conference in Vermont tätig und lehrte von 1952 bis 1955 am Berkshire Music Center in Tanglewood.
Neben seiner Lehrtätigkeit war er auch Dirigent des University of Southern California Symphony Orchestra von 1945 bis 1958. Neben dem Standardrepertoire führte er viele zeitgenössische Werke mit dem Orchester auf. So programmierte er zum Beispiel neue Werke von Aaron Copland, Lukas Foss, Charles Ives, Walter Piston und Carl Ruggles. Von 1961 und 1962 war er auf Konzertreise in Deutschland. Von 1964 bis 1966 leitete und dirigierte er das Ojai Festival in Kalifornien. In seinen letzten Lebensjahren dirigierte er auch das Orchester der Los Angeles Guild Opera.
Im Vergleich zum großen Umfang seiner anderen Tätigkeiten war das Œuvre des Komponisten nicht groß. Sein Stil enthielt einige neoklassizistische Elemente.

## Gedenken
Die von Mitgliedern des Kommunalvereins Groß Borstel, dem Hamburger Stadtteil, in dem Ingolf Dahl aufgewachsen ist, gegründete „Initiative Marcus und Dahl“ widmet sich dem Andenken von Dahl und seinem Bruder Gert Marcus.

## Werke

### Werke für Orchester
- 1938 Variations on a French Folktune für Flöte, Klavier und Orchester
- 1952–1970 Symphony Concertante für zwei Klarinetten und Orchester
- 1954 The Tower of Saint Barbara Symphonische Legende in vier Sätzen
- 1963–1970 Elegy Concerto für Violine und kleines Orchester, unvollendet; 1971 komplettiert von Donal Michalsky
- 1965 Aria Sinfonica
- 1965 Quodlibet on American Folktunes
- 1967 Variations on a Theme by Carl Philipp Emanuel Bach
- 1967 Four Intervals
- Hymn

### Werke für Blasorchester
- 1949/1953 Concerto für Alt-Saxophon und Blasorchester
  1. Recitative
  2. Adagio (Passacaglia)
  3. Rondo alla marcia
- 1961 Sinfonietta for concert band

### Kammermusik
- 1942 Allegro and Arioso für Bläser-Quintett
- 1944 Music for Brass Instruments
  1. Choral Fantasie „Christ lag in Todesbanden“
  2. Intermezzo
  3. Fugue
- 1945/1962/1970 Variations on a Swedish Folktune für Solo Flöte
- 1946 Concerto a tre für Violine, Violoncello und Klarinette
- 1946/1948 Duo für Violoncello und Klavier
- 1946 Notturno für Violoncello und Klavier
- 1948 Divertimento für Viola und Klavier
- 1957 Couperin Variations für Blockflöte oder Flöte und Cembalo oder Klavier
- 1957 Klavier Quartett
- 1960 Serenade für vier Flöten
  1. Allegro moderato
  2. Cadenza
  3. Canon
  4. Pas de Quatre
  5. Alla Marcia
- 1962 Klavier Trio
- 1966 Duettino Concertante für Flöte und Schlagzeug
- 1968 IMC Fanfare für drei Trompeten und drei Posaunen
- 1969 Fanfare on A and C Aaron Copland gewidmet – für drei Trompeten, Horn, Bariton und Posaune
- 1970 Sonata da camera für Klarinette und Klavier
- 1970 Fünf Duette für zwei Klarinetten
- 1970 Kleine kanonische Suite für Violine und Viola